# Бемпа, Джозеф
Джозеф Овусу Бемпа (англ. Joseph Owusu Bempah; 5 сентября 1995, Оффинсо, Гана) — ганский футболист, полузащитник.

## Клубная карьера
Родился в Оффинсо. В юности выступал за различные ганские клубы. На взрослом уровне играет с 2012 года. Первым профессиональным клубом Бемпы стал столичный «Хартс оф Оук». За четыре года Джозеф сыграл 57 матчей и забил 1 гол. В январе 2017 года на две недели перешёл в «Бекем Юнайтед», однако ни одного матче за основу не сыграл.
В мае уехал в Сербию и подписал контракт с «Войводиной» на три года. Дебютировал в основном составе 13 мая в матче против нишских «Радничков». Встреча закончилась нулевой ничьей.

## Карьера в сборной
В 2015 году выступал в составе молодёжной сборной на чемпионате мира в Новой Зеландии. Сыграл 1 матч против Австрии.

## Достижения
«Войводина»
- Бронзовый призёр чемпионата Сербии: 2016/17